# チョコ南部
チョコ南部（チョコなんぶ）は、小松製菓が製造している岩手県二戸市の土産菓子。
落花生せんべいのクラッシュしたものをピュアチョコレートでコーティングした菓子である。販売は小松製菓の子会社である巖手屋が行っている。
チョコ南部専用の南部せんべいと日本国内基準に基づいた「ピュアチョコレート」のみを使用しており、国際基準「クーベルチュール」の規格に相当している。

## 商品種類
- チョコ南部 袋3粒入
- チョコ南部 箱10粒入
- チョコ南部 箱20粒入